# Mrhassiyine
Mrhassiyine  (in arabo مغاصيين‎?) è un centro abitato e comune rurale del Marocco situato nella prefettura di Meknès, regione di Fès-Meknès. Conta una popolazione di 8 001 abitanti (censimento 2014).